# Lancair Tigress
Die Lancair Tigress war ein US-amerikanischer Flugzeugbausatz, der Mitte der 1990er Jahre von Lance Neibauer konstruiert wurde und von Lancair produziert werden sollte. Das Flugzeug basierte auf der Lancair IV, sollte aber mit einem Orenda OE600 V8-Motor mit 600 PS (441 kW) ein wesentlich stärkeres Triebwerk erhalten. Als die Produktion des Motors eingestellt wurde, bedeutete das auch das Ende des Projekts Tigress. Daher wurde nur ein Prototyp fertiggestellt. Die Idee einer leistungsstärkeren Version der Lancair IV wurde später als Lancair Propjet umgesetzt.

## Entwicklung und Konstruktion
Die Tigress sollte eine Weiterentwicklung der Lancair IV mit einem Orenda-OE600-Triebwerk mit einer Leistung von 600 PS (441 kW) werden. Damit hätte das Flugzeug eine Höchstgeschwindigkeit von 352 Knoten (652 km/h) erreicht. Um der höheren Leistung und den höheren Geschwindigkeiten standzuhalten, wurde die Struktur der Flugzeugzelle verstärkt. Da Orenda Aerospace die Produktion des Triebwerks einstellte, wurde auch das Projekt Tigress beendet.
Der einmotorige, freitragende Tiefdecker verfügt über eine viersitzige Druckkabine und ein einziehbares Bugradfahrwerk. Die Flugzeugzelle besteht aus Verbundmaterialien wie kohlenstofffaserverstärktem Kunststoff. Mit einer Spannweite von 9,2 Metern sind die Tragflächen 1,6 Meter kürzer als die der Lancair IV. Die Flügel haben eine Fläche von 9,1 Quadratmetern und verfügen über Landeklappen. An der Wurzel weisen sie wie die Tragflächen der Lancair IV ein McWilliams-RXM5-217-Profil auf, das in ein NACA-64-212-Profil an den Flügelenden übergeht. Das Flugzeug hat eine Leermasse von 1.089 Kilogramm und ein Höchstabfluggewicht von 1.542 Kilogramm, womit es über eine Nutzlast von rund 450 Kilogramm verfügt. Bei einem Tankinhalt von 440 Litern bleibt mit vollen Tanks eine maximale Zuladung von 140 Kilogramm für Pilot, Passagiere und Gepäck.

## Verbleib

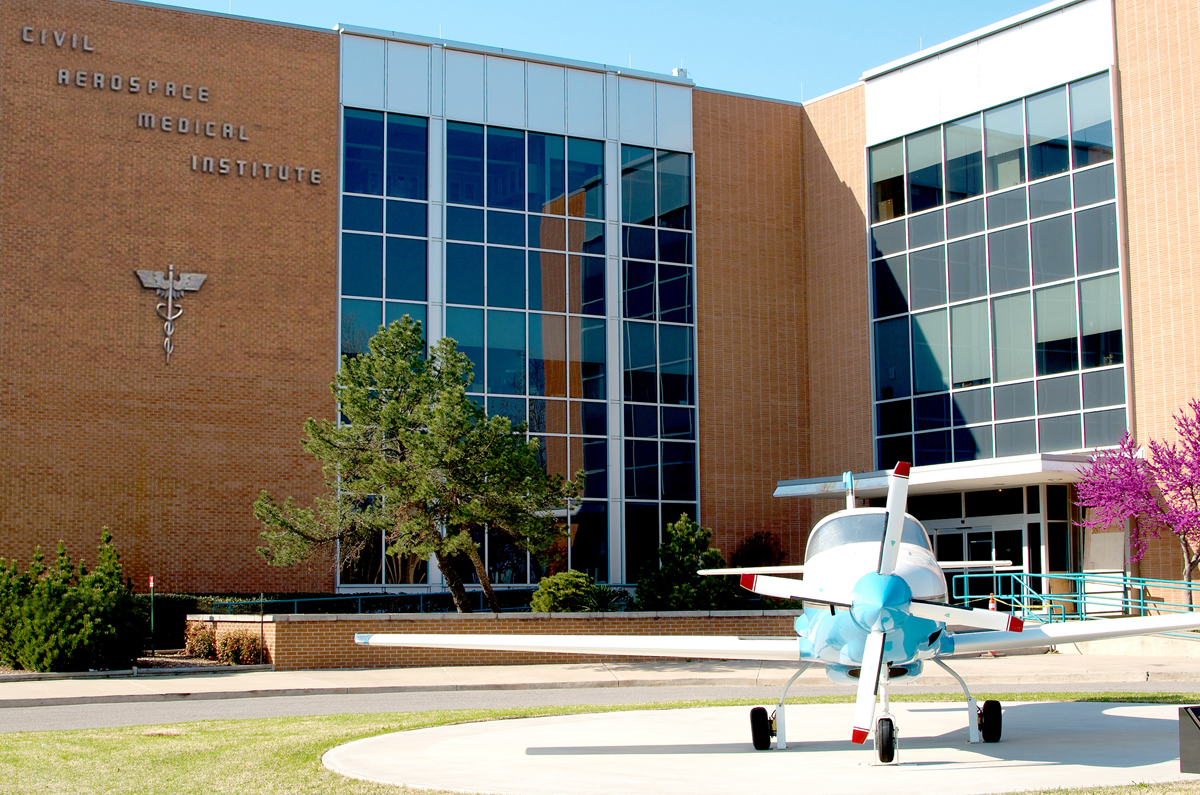
Prototyp vor dem Civil Aerospace Medical Institute

Der Prototyp wurde am 27. Juni 2013 stillgelegt. Er steht heute auf einer Betonplatte vor dem Gebäude des Civil Aerospace Medical Institute im Mike Monroney Aeronautical Center in Oklahoma City.

## Technische Daten
| Kenngröße             | Daten                            |
| --------------------- | -------------------------------- |
| Besatzung             | 1                                |
| Passagiere            | 3                                |
| Länge                 | 7,62 m                           |
| Spannweite            | 9,2 m                            |
| Flügelfläche          | 9,1 m²                           |
| Leermasse             | 1.089 kg                         |
| max. Startmasse       | 1.542 kg                         |
| Reisegeschwindigkeit  | 299 kn (554 km/h)                |
| Höchstgeschwindigkeit | 352 kn (652 km/h)                |
| Dienstgipfelhöhe      | 29.000 ft (8.839 m)              |
| Tankkapazität         | 440 Liter                        |
| Reichweite            | 1.260 NM (2.334 km)              |
| Triebwerk             | Orenda OE600 mit 600 PS (441 kW) |